# Караханян, Джаган Саркисович
Джангир Сарки́сович Караханя́н (2 мая 1918, Кохб — 22 декабря 1943, Крым) — участник Великой Отечественной войны, Герой Советского Союза, командир отделения 280-го отдельного сапёрного батальона 89-й Армянской стрелковой дивизии 18-й армии Северо-Кавказского фронта, рядовой.

## Биография
Родился в 1918 году в селе Кохб ныне Тавушской области Армении в семье крестьян. Армянин по национальности. После окончания сельской школы работал в колхозе родного села. В 1938 году был призван в ряды Красной Армии. В 1939 году участвовал в освободительном походе советских войск в Западную Украину и Западную Белоруссию, а также советско-финской войне. В 1940 году после окончания срочной службы в РККА был демобилизован. До Великой Отечественной войны жил и работал в родном селе.

## Великая Отечественная война
Вновь в Красной Армии Д. С. Караханян с декабря 1941 года.
В Отечественной войне принимал участие с августа 1942 года в звании рядового и должности командира отделения 280-го отдельного сапёрного батальона 89-й Армянской стрелковой дивизии 18-й армии Северо-Кавказского фронта.
В сентябре 1943 года в период боёв за Новороссийск рядовой Караханян разминировал склад, снял 4 фугасные мины и 4 мины-сюрприза замедленного действия, открыв путь пехоте. В городе обезвредил более 500 кг взрывчатых веществ и 20 мин. В ходе преследования противника разминировал несколько мостов, снял 196 мин.
В боях за Крым 22 декабря 1943 года рядовой Караханян погиб. Похоронен согласно одним данным в селе Межгорье Белогорского района Крымской области, согласно другим данным в селе Глазовка этой же области, в братской могиле в саду дома супругов Ярославских, которые под страхом смерти собирали и хоронили убитых советских воинов. В 1945 году кладбищу в саду был присвоен статус воинского братского захоронения, а со временем воздвигли мемориал — Глазовское воинское захоронение.
Указом Президиума Верховного Совета СССР от 16 мая 1944 года за образцовое выполнение заданий командования и проявленные мужество и героизм в боях с немецко-фашистскими захватчиками рядовому Караханяну Джагану Саркисовичу посмертно присвоено звание Героя Советского Союза.

## Награды
- Медаль «Золотая Звезда» Героя Советского Союза;
- орден Ленина;
- орден Отечественной войны I степени;
- медали.

## Память

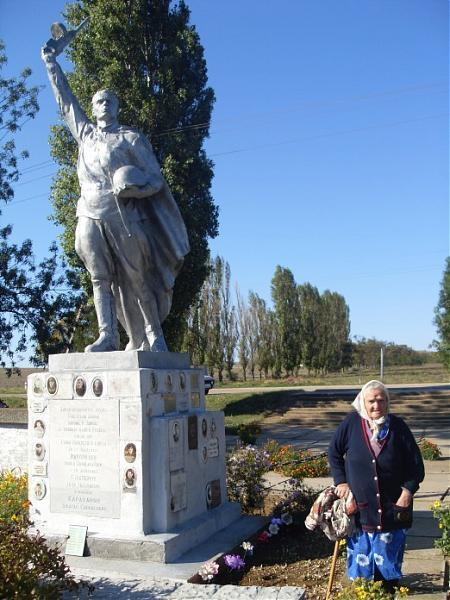
Фигура война-освободителя
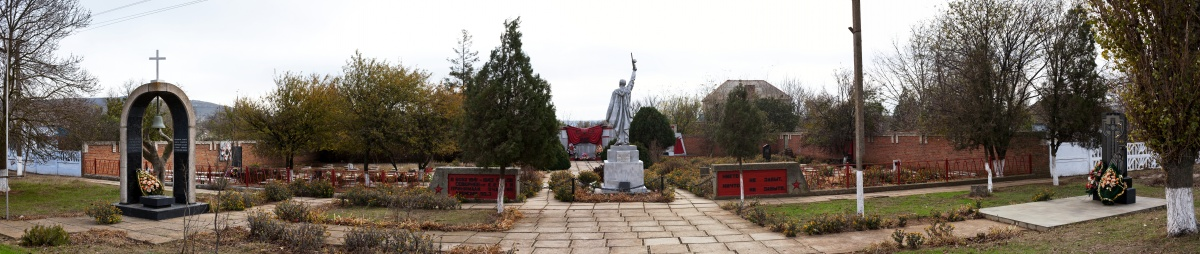
Общий вид мемориала в Глазовке
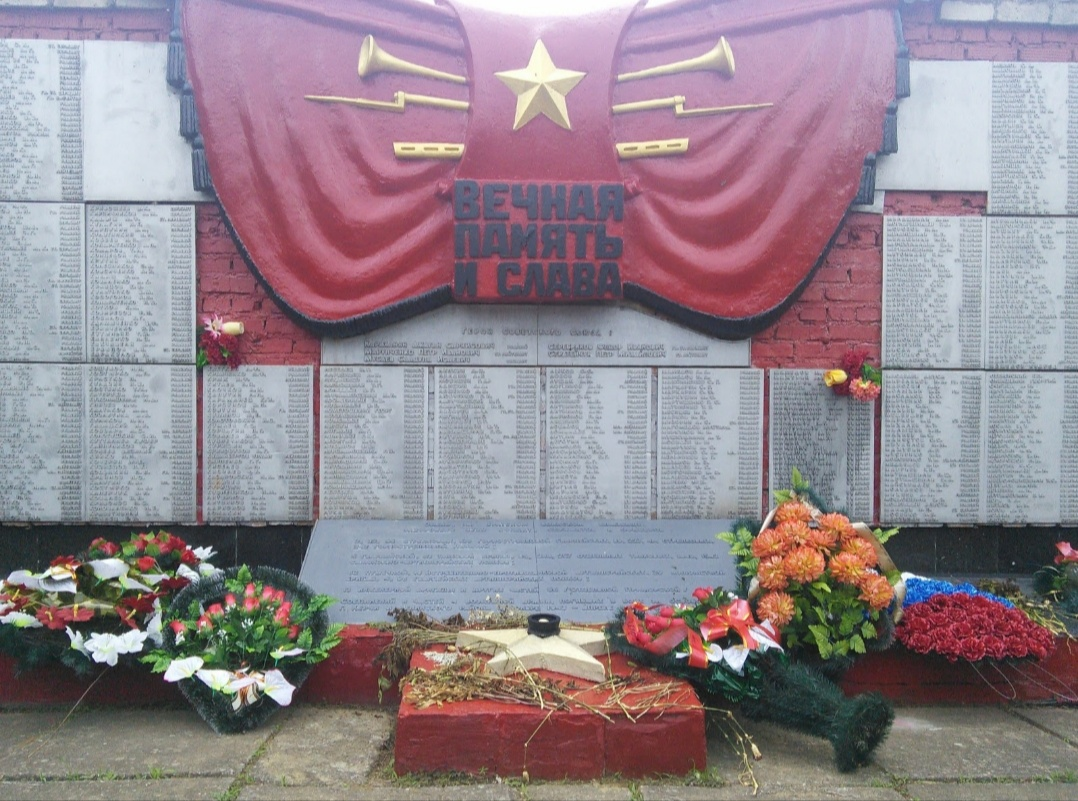
Списки захороненных

Воинское кладбище села Глазовка по улице Шоссейная, у дороги Керчь-Осовины (могилы советских воинов, в том числе Героев Советского Союза П. П. Марунченко, Д. С. Караханян, С. И. Мусаев, П. М. Стратейчук, Ф. И. Серебряков) ныне объект культурного наследия регионального значения.
В родном селе установлен бюст Героя, средняя школа села носит имя Джагана Караханяна.